# Empoasca vietnamica
Empoasca vietnamica är en insektsart som beskrevs av Irena Dworakowska 1972. Empoasca vietnamica ingår i släktet Empoasca och familjen dvärgstritar. Inga underarter finns listade i Catalogue of Life.